# Elisabetta di Sassonia
Elisabetta di Sassonia (tedesco: Elisabeth von Sachsen; Dresda, 4 febbraio 1830 – Stresa, 14 agosto 1912) è stata una principessa di Sassonia per nascita e duchessa di Genova per matrimonio, madre di Margherita di Savoia, prima regina dell'Italia unita.

## Biografia

### Infanzia

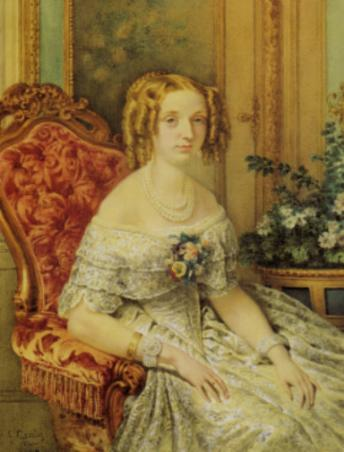
Elisabetta in giovane età

Elisabetta di Sassonia nacque il 4 febbraio 1830, figlia dell'allora principe ereditario Giovanni di Sassonia e di sua moglie, Amalia Augusta di Baviera, nonché zia materna dell'imperatrice Elisabetta di Baviera. Elisabetta di Sassonia infatti era imparentata con numerose teste coronate europee: fra i cugini vi erano l'imperatore Franz Josef e la moglie Sissi, il re Massimiliano di Baviera, l'imperatrice del Brasile Amelia di Leuchtenberg e la regina di Svezia e Norvegia Giuseppina di Leuchtenberg. 

### Primo matrimonio

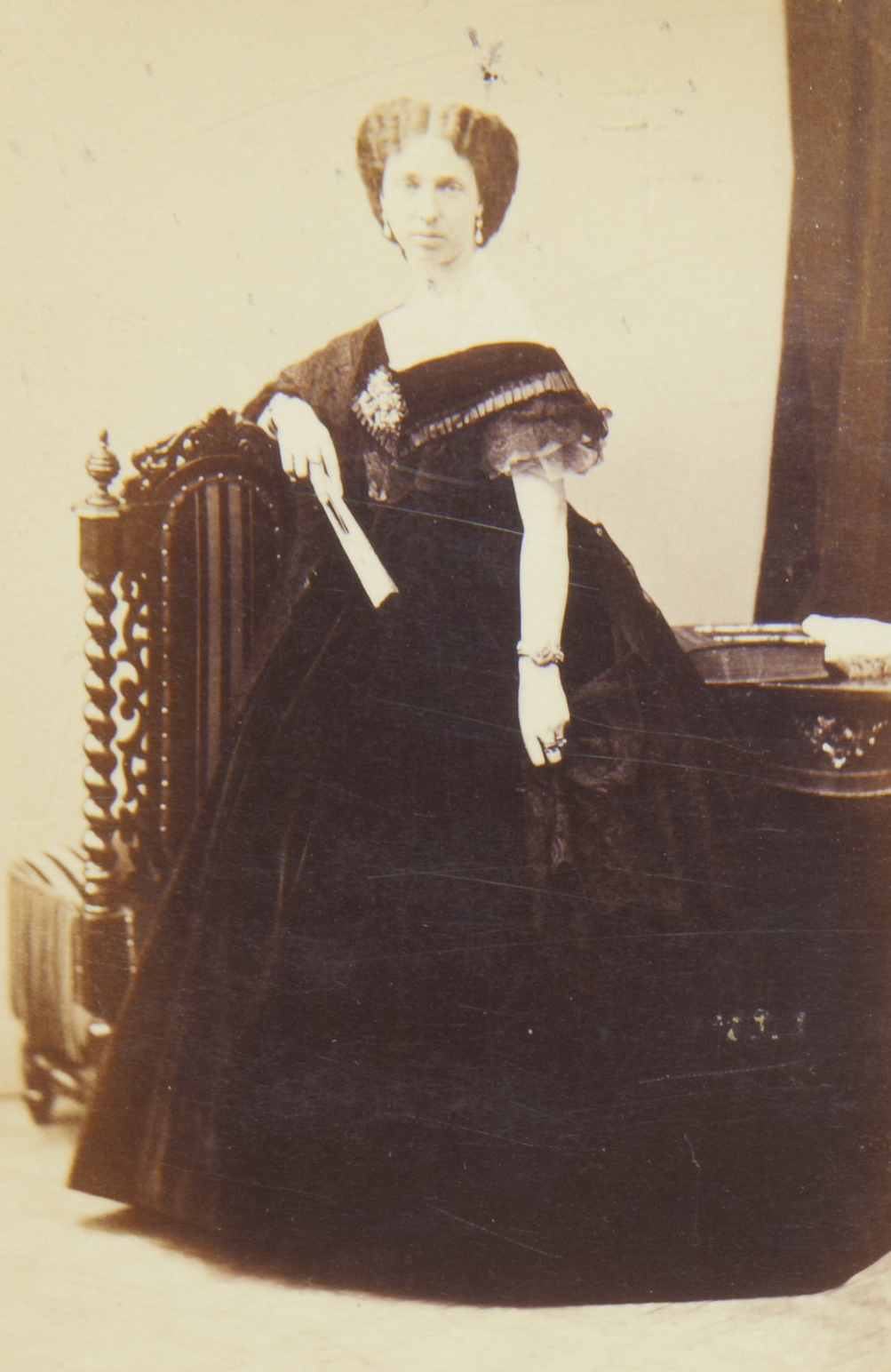
Elisabetta, duchessa di Genova

Il 22 aprile 1850 Elisabetta sposò il Duca di Genova, Ferdinando di Savoia, secondogenito di Carlo Alberto di Sardegna e di Maria Teresa d'Asburgo-Lorena. Il loro matrimonio non viene ricordato come un legame d'amore infatti, come spesso accadeva all'epoca, l'unione fu frutto di un accordo dinastico. Dal matrimonio nacquero due figli, Margherita, futura Regina d'Italia e Tommaso, secondo Duca di Genova. Ferdinando morì dopo neanche cinque anni di matrimonio il 10 febbraio 1855.

### Secondo matrimonio
L'anno successivo alla morte di Ferdinando, Elisabetta, il 4 ottobre 1856, si risposò con Nicolò Giuseppe Efisio Rapallo, già ufficiale d'ordinanza del Duca e non nobile. Da questo matrimonio non nacquero figli.
I due amanti si erano sposati in segreto, prima che il periodo di lutto fosse ufficialmente finito. Questo fatto fu disapprovato dal cognato di Elisabetta, il re Vittorio Emanuele II, che la allontanò dalla corte con il marito. I due presero residenza a Stresa, sul lago Maggiore, dove si stabilirono nel palazzo Bolongaro, poi noto come Villa Ducale.
Successivamente, anche grazie all'intervento personale del re di Sassonia nella faccenda e per evitare una crisi diplomatica, Vittorio Emanuele II perdonò la cognata; il Rapallo fu creato marchese e gran maestro della Casa della Duchessa e successivamente fu eletto deputato al Parlamento nel collegio di Stresa. Morì il 27 novembre 1882.

### Ultimi anni e morte

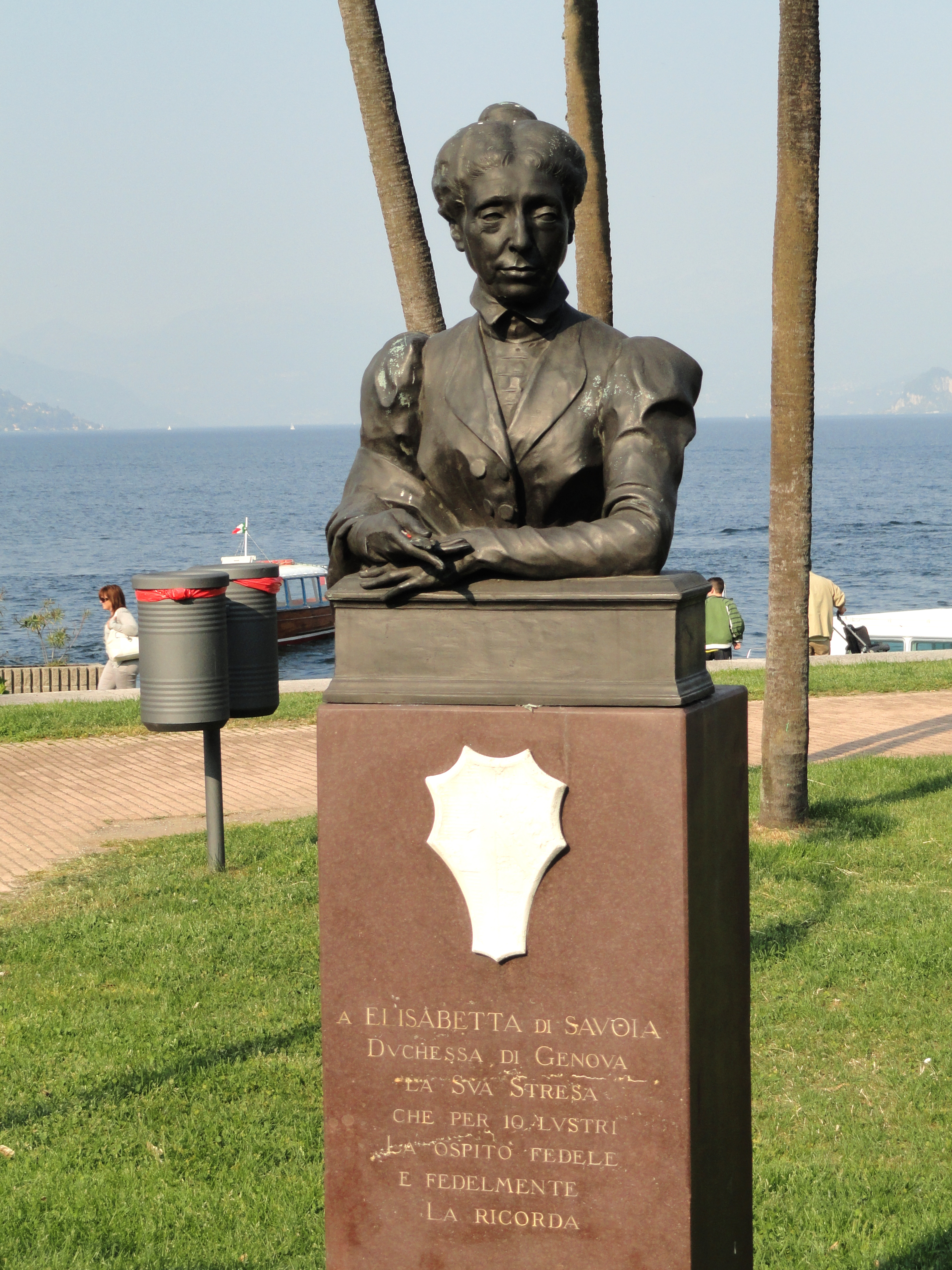
Busto di Elisabetta a Stresa

Nel 1910 Elisabetta subì un attacco di apoplessia, che causò un rapido peggioramento della sua salute. Morì il 14 agosto 1912 a Stresa.

## Discendenza
Elisabetta e Ferdinando ebbero due figli:
- Margherita Maria Teresa Giovanna (1851-1926), futura regina d'Italia;
- Tommaso Alberto Vittorio (1854-1931).

## Ascendenza
|                                    |                                            |                                          | Genitori                                        |  |  | Nonni |  |  | Bisnonni                       |  |  | Trisnonni              |  |
|                                    |                                            |                                          |                                                 |  |  |       |  |  | Federico Cristiano di Sassonia |  |  | Augusto III di Polonia |  |
|                                    |                                            |                                          |                                                 |  |  |       |  |  | Federico Cristiano di Sassonia |  |  | Augusto III di Polonia |  |
|                                    |                                            | Maria Giuseppa d'Austria                 |                                                 |  |  |       |  |  | Federico Cristiano di Sassonia |  |  |                        |  |
| Massimiliano di Sassonia           |                                            |                                          |                                                 |  |  |       |  |  | Federico Cristiano di Sassonia |  |  |                        |  |
|                                    |                                            | Maria Antonia di Baviera                 | Carlo VII di Baviera                            |  |  |       |  |  |                                |  |  |                        |  |
|                                    |                                            | Maria Antonia di Baviera                 | Carlo VII di Baviera                            |  |  |       |  |  |                                |  |  |                        |  |
|                                    |                                            | Maria Antonia di Baviera                 | Maria Amalia d'Asburgo                          |  |  |       |  |  |                                |  |  |                        |  |
| Giovanni di Sassonia               |                                            | Maria Antonia di Baviera                 |                                                 |  |  |       |  |  |                                |  |  |                        |  |
|                                    |                                            | Ferdinando I di Parma                    | Filippo I di Parma                              |  |  |       |  |  |                                |  |  |                        |  |
|                                    |                                            | Ferdinando I di Parma                    | Filippo I di Parma                              |  |  |       |  |  |                                |  |  |                        |  |
|                                    |                                            | Ferdinando I di Parma                    | Luisa Elisabetta di Borbone-Francia             |  |  |       |  |  |                                |  |  |                        |  |
| Carolina di Borbone-Parma          |                                            | Ferdinando I di Parma                    |                                                 |  |  |       |  |  |                                |  |  |                        |  |
|                                    |                                            | Maria Amalia d'Asburgo-Lorena            | Francesco I di Lorena                           |  |  |       |  |  |                                |  |  |                        |  |
|                                    |                                            | Maria Amalia d'Asburgo-Lorena            | Francesco I di Lorena                           |  |  |       |  |  |                                |  |  |                        |  |
|                                    |                                            | Maria Amalia d'Asburgo-Lorena            | Maria Teresa d'Austria                          |  |  |       |  |  |                                |  |  |                        |  |
| Elisabetta di Sassonia             |                                            | Maria Amalia d'Asburgo-Lorena            |                                                 |  |  |       |  |  |                                |  |  |                        |  |
|                                    | Federico Michele di Zweibrücken-Birkenfeld | Cristiano III del Palatinato-Zweibrücken |                                                 |  |  |       |  |  |                                |  |  |                        |  |
|                                    | Federico Michele di Zweibrücken-Birkenfeld | Cristiano III del Palatinato-Zweibrücken |                                                 |  |  |       |  |  |                                |  |  |                        |  |
|                                    | Federico Michele di Zweibrücken-Birkenfeld | Carolina di Nassau-Saarbrücken           |                                                 |  |  |       |  |  |                                |  |  |                        |  |
| Massimiliano I Giuseppe di Baviera | Federico Michele di Zweibrücken-Birkenfeld |                                          |                                                 |  |  |       |  |  |                                |  |  |                        |  |
|                                    |                                            | Maria Francesca del Palatinato-Sulzbach  | Giuseppe Carlo del Palatinato-Sulzbach          |  |  |       |  |  |                                |  |  |                        |  |
|                                    |                                            | Maria Francesca del Palatinato-Sulzbach  | Giuseppe Carlo del Palatinato-Sulzbach          |  |  |       |  |  |                                |  |  |                        |  |
|                                    |                                            | Maria Francesca del Palatinato-Sulzbach  | Elisabetta Augusta Sofia del Palatinato-Neuburg |  |  |       |  |  |                                |  |  |                        |  |
| Amalia Augusta di Baviera          |                                            | Maria Francesca del Palatinato-Sulzbach  |                                                 |  |  |       |  |  |                                |  |  |                        |  |
|                                    |                                            | Carlo Luigi di Baden                     | Carlo Federico di Baden                         |  |  |       |  |  |                                |  |  |                        |  |
|                                    |                                            | Carlo Luigi di Baden                     | Carlo Federico di Baden                         |  |  |       |  |  |                                |  |  |                        |  |
|                                    |                                            | Carlo Luigi di Baden                     | Carolina Luisa d'Assia-Darmstadt                |  |  |       |  |  |                                |  |  |                        |  |
| Carolina di Baden                  |                                            | Carlo Luigi di Baden                     |                                                 |  |  |       |  |  |                                |  |  |                        |  |
|                                    |                                            | Amalia d'Assia-Darmstadt                 | Luigi IX d'Assia-Darmstadt                      |  |  |       |  |  |                                |  |  |                        |  |
|                                    |                                            | Amalia d'Assia-Darmstadt                 | Luigi IX d'Assia-Darmstadt                      |  |  |       |  |  |                                |  |  |                        |  |
|                                    |                                            | Amalia d'Assia-Darmstadt                 | Carolina del Palatinato-Zweibrücken-Birkenfeld  |  |  |       |  |  |                                |  |  |                        |  |
|                                    |                                            | Amalia d'Assia-Darmstadt                 |                                                 |  |  |       |  |  |                                |  |  |                        |  |